# 野村拓海
野村拓海（日语：／ Nomura Takumi，1997年8月7日—），日本男子羽毛球運動員，現屬日立情報通信羽球隊及日本國家羽毛球隊B隊。

## 簡歷
2017年3月，野村拓海与西川裕次郎出战大阪羽毛球國際挑戰賽，在男双半决赛以1比2（25-23、11-21、20-22）不敌赛会3号种子、队友的井谷和彌/高階知也。
2022年9月，野村拓海与霜上雄一出战印尼羽球國際挑戰賽，在男双决赛以2比0（21-16、21-15）横扫印尼的贝里·安格里亚万/利安·阿刚·萨普特拉，夺得了首座国际挑战赛男双冠军。

## 主要比賽成績
只列出曾進入準決賽的國際賽事成績：
| 年份   | 賽事                       | 公開賽級別 | 項目     | 拍檔       | 成績   |
| ------ | -------------------------- | ---------- | -------- | ---------- | ------ |
| 2017年 | 大阪羽毛球國際挑戰賽       | 國際挑戰賽 | 男子雙打 | 西川裕次郎 | 準決賽 |
| 2022年 | 印尼羽球國際挑戰賽         | 國際挑戰賽 | 男子雙打 | 霜上雄一   | 冠軍   |
| 2024年 | 北馬里亞納羽毛球公開賽     | 國際挑戰賽 | 男子雙打 | 霜上雄一   | 冠軍   |
| 2024年 | 塞班島羽毛球國際賽         | 國際挑戰賽 | 男子雙打 | 霜上雄一   | 冠軍   |
| 2024年 | 印度尼西亞羽毛球國際挑戰賽 | 國際挑戰賽 | 男子雙打 | 霜上雄一   | 準決賽 |
| 2024年 | 越南羽毛球公開賽           | 超級100賽  | 男子雙打 | 霜上雄一   | 準決賽 |
| 2025年 | 亞洲羽毛球混合團体錦標賽   | 其他       | 混合團体 | －         | 季軍   |
| 2025年 | 德國羽毛球公開賽           | 超級300賽  | 男子雙打 | 霜上雄一   | 準決賽 |
| 2025年 | 臺北羽毛球公開賽           | 超級300賽  | 男子雙打 | 霜上雄一   | 準決賽 |

| 2007-2017年 | 首要超級賽 | 超級賽 | 黃金大獎賽 | 大獎賽 | 國際挑戰賽 | 國際系列賽 | 未來系列賽 | 其他 |

| 2018-2026年 | 總決賽 | 超級1000賽 | 超級750賽 | 超級500賽 | 超級300賽 | 超級100賽 | 國際挑戰賽 | 國際系列賽 | 未來系列賽 | 其他 |

## 外部連結
- 野村拓海在世界羽球聯盟的登錄資料